# Les Noms de personne sur le territoire de l'ancienne Gaule du VIe au XIIe siècle

Les Noms de personne sur le territoire de l'ancienne Gaule du VIe au XIIe siècle est un ouvrage de Marie-Thérèse Morlet recensant les attestations anciennes de noms médiévaux en France. Le titre du volume III est légèrement différent (Les noms de personne sur le territoire de l'ancienne Gaule).
L'ouvrage, édité par le CNRS, est souvent référencé sous le sigle NPAG. C’est avant tout un dictionnaire d'anthroponymes anciens, classés alphabétiquement. Il est composé des trois volumes de 21 x 27 cm.

## Tome 1
Les noms de personne sur le territoire de l'ancienne Gaule du VIe au XIIe siècle I. — Les noms issus du germanique continental et les créations gallo-germaniques, 237 p. — Édité en 1968; réédité en 1971 avec la mention « réimpression par procédé photomécanique du texte de l'édition publiée en 1968 » et sans mention d'ISBN
Ce premier volume présente les attestations datées et référencées d'anthroponymes médiévaux issus du germanique continental, à l'exclusion des noms d'origine anglo-saxonne ou scandinave. Étant donné la structure particulière des noms de type germanique, composés de deux éléments accolés, et dépourvus de sens global, ces attestations sont classées d'abord selon l'élément initial (par exemple : bert- « illustre, brillant », à sa place alphabétique p. 55a), puis, à cette même entrée, selon le second élément (par exemple : -hari « armée », d'où les types latinisés Bertarius, Berterius, Berterus, Bertharius, etc. ; -hramn « corbeau », d'où les types Berthramnus, Bertramnus, Bertrannus, etc.). Ces occurrences sont suivies des hypocoristiques et diminutifs éventuels, formés sur des précédents (ainsi, Bertho, Berto ; Bertilo, Bertilius ; Bertinus ; Bertismus, etc.). 

## Tome 2
Les noms de personne sur le territoire de l'ancienne Gaule du VIe au XIIe siècle II. — Les noms latins ou transmis par le latin, 200 p. — Édité en 1972 sans mention d'ISBN.
Le volume II traite des anthroponymes médiévaux d'origine principalement latine, mais aussi grecque et hébraïque. Ceux-ci sont présentés sous leurs formes latinisées classées par ordre alphabétique, et suivies des différentes variantes graphiques relevées, chaque attestation étant datée et référencée. On trouve ainsi sous '''Eliseus''', qui figure à sa place alphabétique p. 46b, les variantes ''Heliseus'', ''Heleseus'', ''Elizaeus'', ''Helisaeus'' et ''Eliseius''. Chaque article est suivi d'une analyse étymologique, et de renvois éventuels à divers auteurs. L'ouvrage se termine par un index où sont recensés et référencés tous les noms, ainsi que leurs variantes, mentionnés dans les volumes I et II. 

## Tome 3
Les noms de personne sur le territoire de l'ancienne Gaule III. — Les noms de personne contenus dans les noms de lieux, 563 p. — Édité en 1985  (ISBN 2-222-03427-2). 
Le volume III contient pour l'essentiel les listes alphabétiques suivantes : Première partie : pour ''Les noms latins ou transmis par le latin'' : Lexique alphabétique indiquant pour chaque anthroponyme les noms de lieux associés. Deuxième partie : pour ''Les noms de personne issus du germanique continental'' : Lexique alphabétique indiquant pour chaque anthroponyme les noms de lieux associés. Un index général dont une liste alphabétique des noms de lieux étudiés (pages 505 à 540).

## NPAG et latoponymie
Le tome III concerne autant la toponymie que l'anthroponymie comme l'atteste son titre propre Les noms de personne contenus dans les noms de lieux.
Les trois tomes de NPAG sont connus et référencés dans l'ouvrage d'Ernest Nègre Toponymie générale de la France (tome 1, 1990).
L'aire géographique étudiée correspond à la France d'aujourd'hui dans l'ouvrage d'Ernest Nègre et à l'ancienne Gaule dans celui de Marie-Thérèse Morlet.
Ernest Nègre semble s'être largement appuyé sur Marie-Thérèse Morlet : en tout cas les étymologies proposées concordent souvent.
Nombre de ces noms de personne sont précédés, dans NPAG, d'un astérisque (*) parce qu'ils ne sont pas attestés en dehors des noms de lieux auxquels ils auraient donné naissance. On se trouve en fait au cœur d'une interrogation remontant à Henri d'Arbois de Jubainville. Ce savant du XIXe siècle voyait avant tout dans les formations en -acum un nom de domaine formé avec le nom de son propriétaire. Marie-Thérèse Morlet, dans le droit fil de cette tradition, introduit par exemple un nom de personne *Stirpius (dont le dérivé *Stirpiacum est l'étymon de divers Étréchy) avec l'explication suivante : « Ce nom [de personne] est issu de stirps, souche, il a dû avoir au figuré un sens symbolique : de bonne souche, de bonne famille, car une valeur topographique : terrain plein de souches est trop commune pour caractériser un domaine. »
On tend aujourd'hui à admettre que les noms de lieux en -(i)acum puissent également être formés sur des noms communs (comme c'était le cas en gaulois, où le suffixe -acon n'avait qu'une valeur adjectivale). Ce changement relatif d'optique fut initié par Marc Bloch, et surtout développé par Michel Roblin dans sa thèse de doctorat sur le terroir de Paris aux époques gallo-romaine et franque. Ainsi, Ernest Nègre, dans sa monumentale Toponymie générale de la France, ne suit pas toujours Marie-Thérèse Morlet, puisqu'il indique pour Étréchy et les toponymes similaires (avec la mention « peut-être ») : « lieu couvert de souches » .